# Ixodes galapagoensis
Ixodes galapagoensis este o specie de căpușe din genul Ixodes, familia Ixodidae, descrisă de Clifford și Harry Hoogstraal în anul 1980. Conform Catalogue of Life specia Ixodes galapagoensis nu are subspecii cunoscute.